# Dans la galerie
Dans la galerie (Auf der Galerie) est une nouvelle de l'auteur germanophone Franz Kafka publiée en 1920 dans le recueil de nouvelle Un médecin de campagne.

## Résumé
Cette nouvelle est composée de deux parties : la première est écrite seulement au conditionnel, et la deuxième à l'indicatif. Elles relatent deux versions contrastées d'une même vie d'artiste.
La première partie dresse le portrait d'une petite écuyère artistique, enfantine, malade, et pitoyable. Elle est poussée à travailler pendant des mois par son directeur menaçant et autoritaire pour un public qui en demande toujours plus. Finalement, un jeune homme vient au milieu de la piste et demande que l'on arrête cela.
Dans la deuxième partie, causale, c'est une image plus positive qui est dressée, celle d'une belle femme vigoureuse, cavalière pleine de grâce et de dignité qui est heureuse de son emploi. Celle-ci est courtisée par son directeur qui l'entoure de soin. Le visiteur de la galerie est subjugué par cette création et pleure sans s'en rendre compte.

## Analyse
Cette nouvelle présente le même univers circassien mais de deux façon radicalement différentes et toutes deux particulièrement exagérées. Cette narration apporte une réflexion sur la problématique de la relativité de la perception.
Dans les deux parties, l'auteur met en scène un spectateur particulièrement clairvoyant et différent du reste du public. Celui-ci semble voir à travers les limites de la perception et de l'interprétation, et comprendre la relativité de la situation de la cavalière. 